# Бонорва
Бонорва (итал. Bonorva) је насеље у Италији у округу Сасари, региону Сардинија.
Према процени из 2011. у насељу је живело 3610 становника. Насеље се налази на надморској висини од 500 м.

## Становништво
| 1931. | 1936. | 1951. | 1961. | 1971. | 1981. | 1991. | 2001. | 2011. |
| ----- | ----- | ----- | ----- | ----- | ----- | ----- | ----- | ----- |
| 7.341 | 7.443 | 7.590 | 6.669 | 5.479 | 5.045 | 4.632 | 4.106 | 3.669 |